# Militära grader i Wehrmacht (Heer)

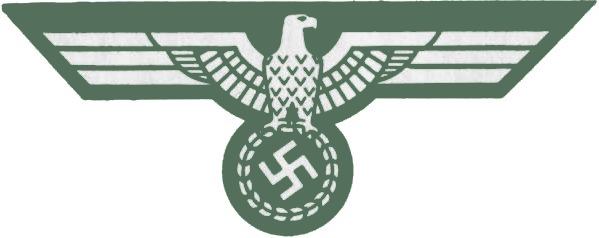
Märke som bars över högra bröstet av personal tillhörig Wehrmacht (Heer).

Militära grader i Wehrmacht (Heer) visar den hierarkiska ordningen och de militära graderna och gradbeteckningarna i den tyska armén under andra världskriget.

## Grader och gradbeteckningar

### Gradbeteckningar på axeltränsar och axelklaffar
| Militära grader | Kragspeglar       | Gradbeteckningar på axeltränsar och axelklaffar | Gradbeteckningar på vänstra överarmen |
| --- | ----------------- | ----------------------------------------------- | ------------------------------------- |
| Generäle (generalspersoner) |                   |                                                 |                                       |
| Generalfeldmarschall Fältmarskalk |                   |                                                 | -                                     |
| Generaloberst Generalöverste |                   |                                                 |                                       |
| General General der Infanterie General der Artillerie General der Kavallerie General der Panzertruppen General der Pioniere General der Gebirgstruppen General der Nachrichtentruppen Generaloberstabsarzt (vid fältläkarkåren) Generaloberstabsveterinär (vid fältveterinärkåren) General |                   | Generaloberstabsarzt                            | -                                     |
| Generalleutnant Generalstabsarzt (vid fältläkarkåren) Generalstabsveterinär (vid fältveterinärkåren) Generalstabsrichter (vid auditörkåren) Generalstabsindentant (vid intendenturkåren) Generallöjtnant |                   |                                                 | -                                     |
| Generalmajor Generalarzt (vid fältläkarkåren) Generalveterinär (vid fältveterinärkåren) Generalrichter (vid auditörkåren) Generalindentant (vid intendenturkåren) Generalmajor |                   | Generalveterinär                                | -                                     |
| Stabsoffiziere (regementsofficerare) |                   |                                                 |                                       |
| Oberst Oberstarzt (vid fältläkarkåren) Oberstveterinär (vid fältveterinärkåren) Oberstrichter (vid auditörkåren) Oberstindentant (vid intendenturkåren) Överste |                   | pansargrenadjärerna                             | -                                     |
| Oberstleutnant Oberfeldarzt (vid fältläkarkåren) Oberfeldveterinär (vid fältveterinärkåren) Oberfeldrichter (vid auditörkåren) Oberfeldindentant (vid intendenturkåren) Obermusikinspizient (musikinspektör) Överstelöjtnant | generalstabskåren | pansartrupperna                                 | -                                     |
| Major Oberstabsarzt (vid fältläkarkåren) Oberstabsveterinär (vid fältveterinärkåren) Oberstabsrichter (vid auditörkåren) Oberstabsindentant (vid intendenturkåren) Musikinspizient (musikinspektör) Reitmeister (vid Spanska hovridskolan) Major |                   | trängtrupperna                                  | -                                     |
| Kompanieoffiziere (kompaniofficerare) |                   |                                                 |                                       |
| Hauptmann Rittmeister (vid kavalleriet och hästanspända trängförband) Stabsarzt (vid fältläkarkåren) Stabsveterinär (vid fältveterinärkåren) Stabsrichter (vid auditörkåren) Stabsindentant (vid intendenturkåren) Stabsmusikmeister (musikdirektör) Oberbereiter I. klasse (vid Spanska hovridskolan) Kapten Ryttmästare |                   | tygtrupperna                                    | -                                     |
| Oberleutnant Oberarzt (vid fältläkarkåren) Oberveterinär (vid fältveterinärkåren) Oberzahlmeister (vid intendenturkåren) Obermusikmeister (musikdirektör) Oberbereite II. klasse (vid Spanska hovridskolan) Löjtnant |                   | kavalleriet                                     | -                                     |
| Leutnant Assistenzarzt (vid fältläkarkåren) Veterinär (vid fältveterinärkåren) Zahlmeister (vid intendenturkåren) Musikmeister (musikdirektör) Bereiter (vid Spanska hovridskolan) Fänrik |                   | infanteriet                                     | -                                     |
| Unteroffiziere mit Portepee (underofficerare) |                   |                                                 |                                       |
| Festungsoberwerkmeister Oberhufbeschlaglehrmeister (Förste fortifikationsverkmästare) (Förste hovslagarinstruktör) Förvaltare |                   |                                                 | -                                     |
| Festungswerkmeister Hufbeschlaglehrmeister (Fortifikationsverkmästare) (Hovslagarinstruktör) Förvaltare |                   |                                                 | -                                     |
| Stabsfeldwebel Stabswachtmeister (vid kavalleriet, artilleriet och trängen) Stabsbeschlagmeister (hovslagarbeställningsman) Stabsfeuerwerker (tyghantverkarbeställningsman) Stabsfunkmeister (beställningsman i radiosignaltjänst) Stabsbrieftaubenmeister (beställningsman vid brevduveväsendet) Stabsschirrmeister (teknisk beställningsman) Fanjunkare Styckjunkare Befordran till denna grad skedde för yrkesunderofficerare automatiskt efter 12 års tjänst.                                                                                                   |                   |                                                 | -                                     |
| Oberfeldwebel Oberwachtmeister Oberbeschlagmeister (hovslagarbeställningsman) Oberfeuerwerker (tyghantverkarbeställningsman) Oberfunkmeister (beställningsman i radiosignaltjänst) Oberbrieftaubenmeister (beställningsman vid brevduveväsendet) Oberschirrmeister (teknisk beställningsman) Översergeant Oberfähnrich Unterartzt (vid fältläkarkåren) Unterveterinär (vid fältveterinärkåren) Kadett |                   | Oberfähnrich                                    | -                                     |
| Feldwebel Wachtmeister Beschlagmeister (hovslagarbeställningsman) Feuerwerker (tyghantverkarbeställningsman) Funkmeister (beställningsman i radiosignaltjänst) Brieftaubenmeister (beställningsman vid brevduveväsendet) Schirrmeister (teknisk beställningsman) Sergeant |                   |                                                 | -                                     |
| Unteroffiziere ohne Portepee (underbefäl) |                   |                                                 |                                       |
| Unterfeldwebel Unterwachtmeister Överfurir Befordran till denna grad skedde automatiskt efter 6 års tjänst (varav minst 3 år i närmast lägre grad), om inte befordran till högre grad skett tidigare. Fähnrich Feldunterarzt (vid fältläkarkåren) Feldunterveterinär (vid fältveterinärkåren) Kadett |                   | Fähnrich                                        | -                                     |
| Unteroffizier Oberjäger (vid jägar - och bergsjägarförband) Furir Fahnenjunker-Unteroffizier Fahnenjunker-Oberjäger Officersaspirant |                   | pansartrupperna                                 | -                                     |
| Mannschaften (manskap) |                   |                                                 |                                       |
| Stabsgefreiter Korpral Införd 1942 Befordran till denna grad skedde automatiskt efter 5 års tjänst (varav minst 2 är i närmast lägre grad), om inte befordran till högre grad skett tidigare. |                   |                                                 |                                       |
| Obergefreiter Korpral |                   |                                                 | (Med mer än 6 års tjänst)             |
| Gefreiter Vicekorpral Fahnenjunker-Gefreiter Officersaspirant |                   |                                                 |                                       |
| Oberschütze Beschlagschmiedoberschütze Obergrenadier Oberfüsilier Obermusketier Kradoberschütze Panzerobergrenadier Panzeroberschütze Panzeroberjäger Oberreiter Beschlagschmiedoberreiter Oberkanonier Panzeroberkanonier Oberpionier Panzeroperpionier Bauoberpionier Oberbausoldat Oberfunker Panzeroberfunker Oberfernsprecher Feldobergendarm Oberfahrer Oberkraftfaher Sanitätsobersoldat Musikoberschütze Trompeteroberreiter Menig Befordran till denna grad skedde automatiskt efter 12 månaders tjänst, om inte befordran till högre grad skett tidigare. |                   |                                                 |                                       |
| Schütze Beschlagschmiedschütze Grenadier Füsilier Musketier Jäger Kradschütze Panzergrenadier Panzerschütze Panzerjäger Reiter Beschlagschmiedreiter Kanonier Panzerkanonier Pionier Panzerpionier Baupionier Bausoldat Funker Panzerfunker Fernsprecher Feldgendarm Fahrer Kraftfaher Sanitätssoldat Musikschütze Trompeterreiter Menig Fahnenjunker Officersaspirant |                   |                                                 | -                                     |

### Gradbeteckningar för kamouflageuniformer

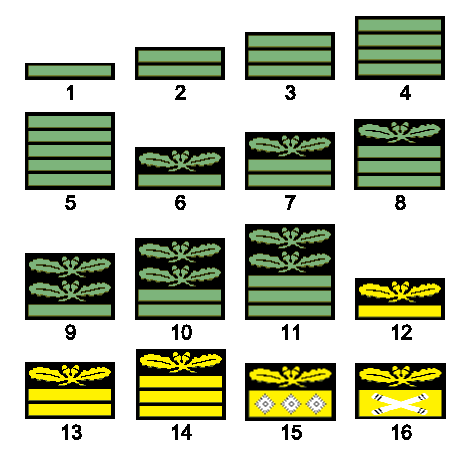

## Facktecken för beställningsmän
Beställningsmän bar följande facktecken för att utmärka sin beställning.

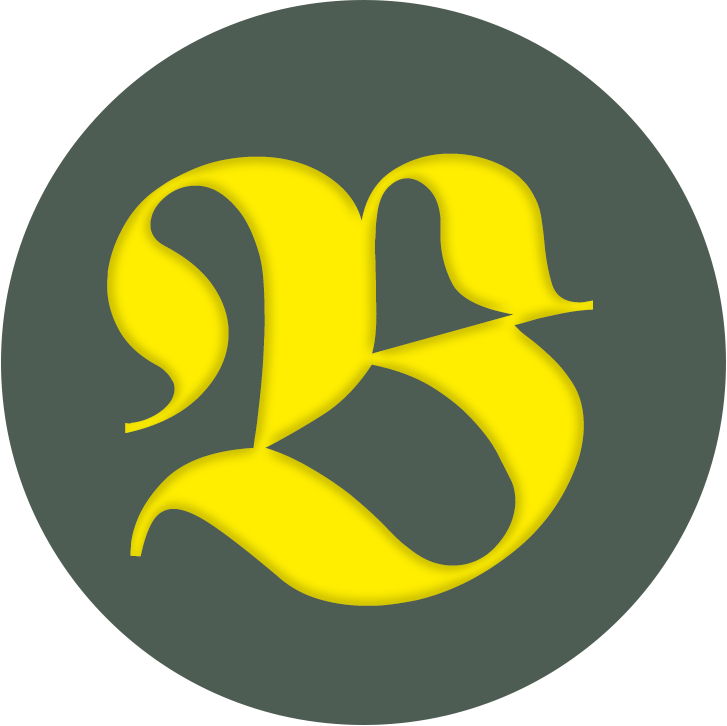
Brieftaubenmeister (brevduvebefäl)
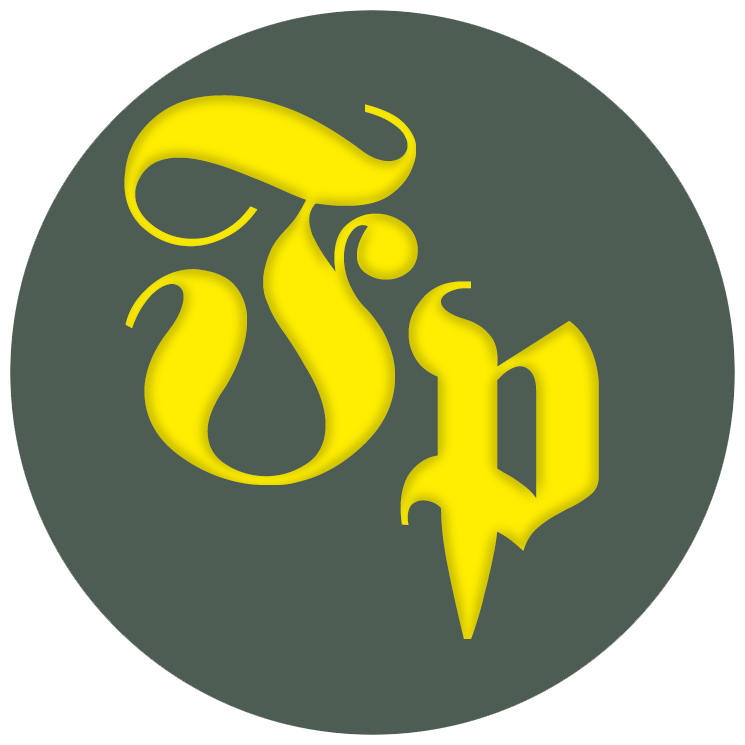
Festungspionier- feldwebel (fästnings- ingenjörs- underofficer)
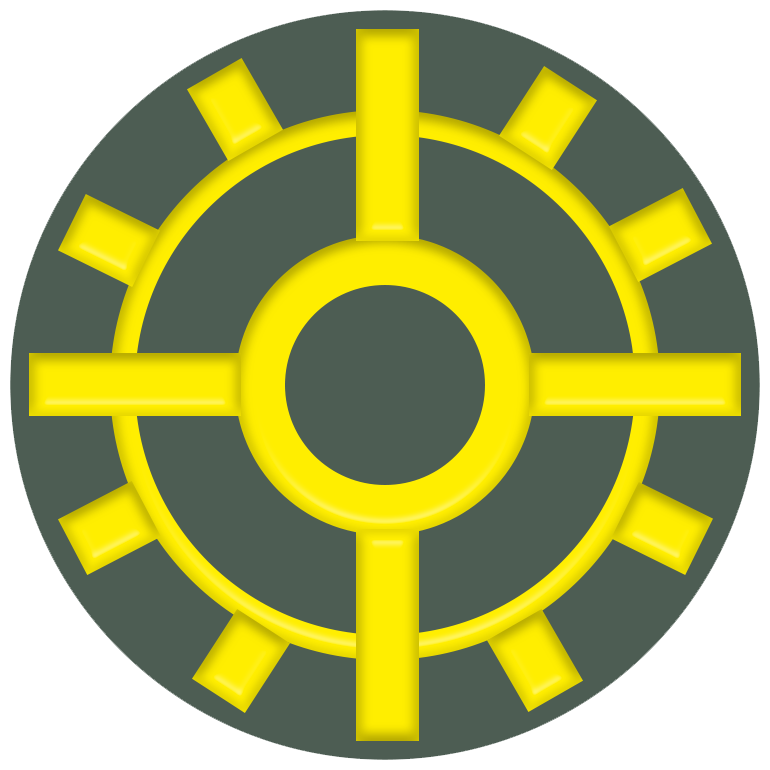
Festungswerk- feldwebel (fortifikations hantverkare)
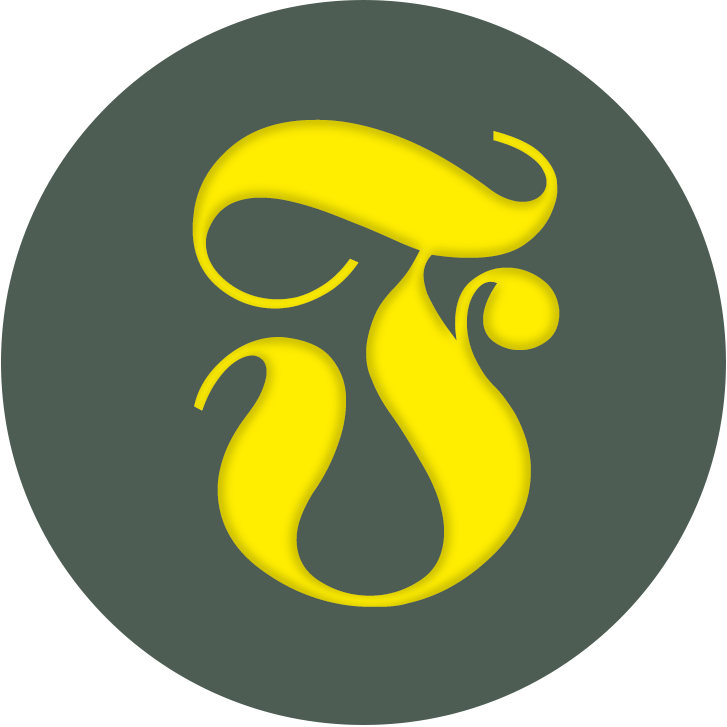
Feuerwerker (tyghantverkare)
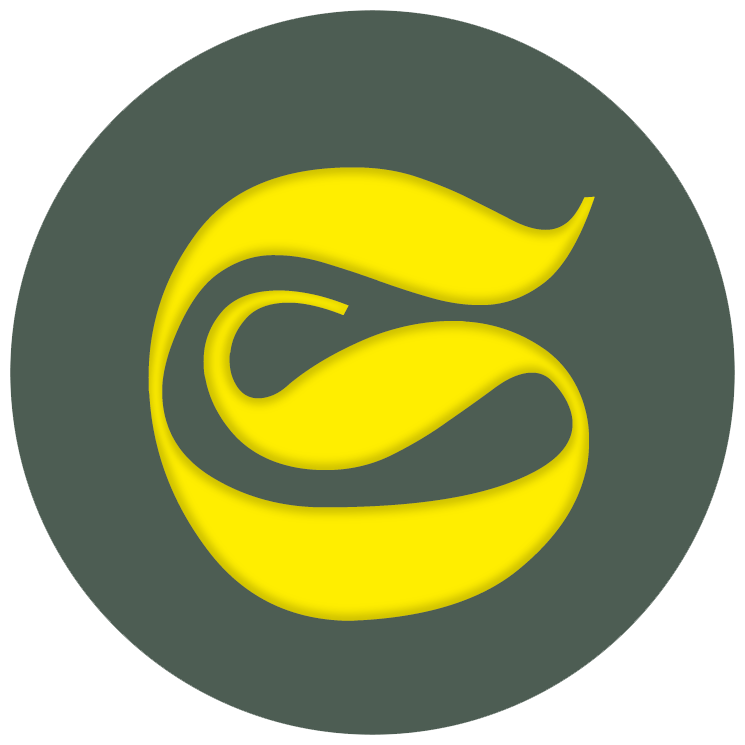
Schirrmeister (garagemästare)
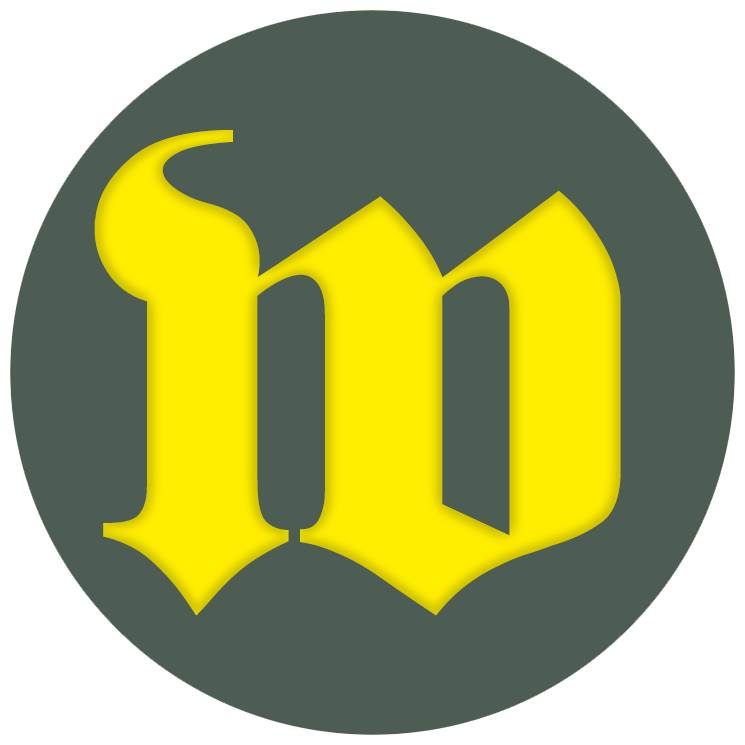
Wallmeister (fortifikations- underofficer)
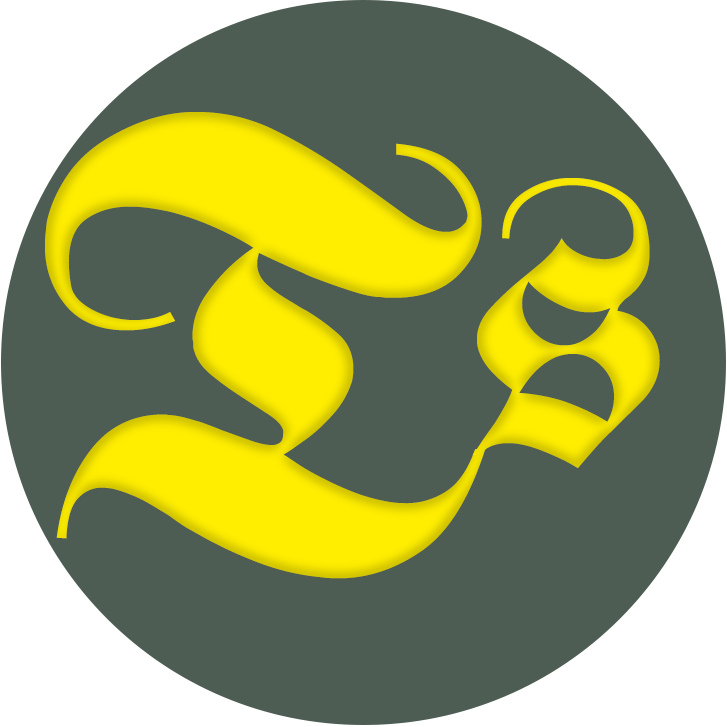
Truppensattler- meister-Anwärter (militär aspirant till civilmilitär tjänst som regements- sadelmakare)

Källa:  

## Sonderführer
Under kriget tillkom  Sonderführer (befäl med officers tjänsteställning), vilket var personal som skulle fylla officersbefattningar utan att ha föreskriven militär utbildning. Sonderführer var en tjänstgöringsgrad, men inte en militär grad.
| Tjänsteställning | Nivå                                        | Tjänstgöringsgrad i allmänhet | Dito för förbandschefer | Dito för läkare |
| ---------------- | ------------------------------------------- | ----------------------------- | ----------------------- | --------------- |
| Leutnant         | Sonderführer in Stellen der Stellengruppe Z | Sonderfüher (Z)               | Zugführer               | Hilfsartz       |
| Hautpmann        | Sonderführer in Stellen der Stellengruppe K | Sonderfüher (K)               | Kompanieführer          | Kriegsarzt      |
| Major            | Sonderführer in Stellen der Stellengruppe B | Sonderfüher (B)               | Bataillonsführer        | Oberkriegsarzt  |

Källa:

### Arméförvaltningen

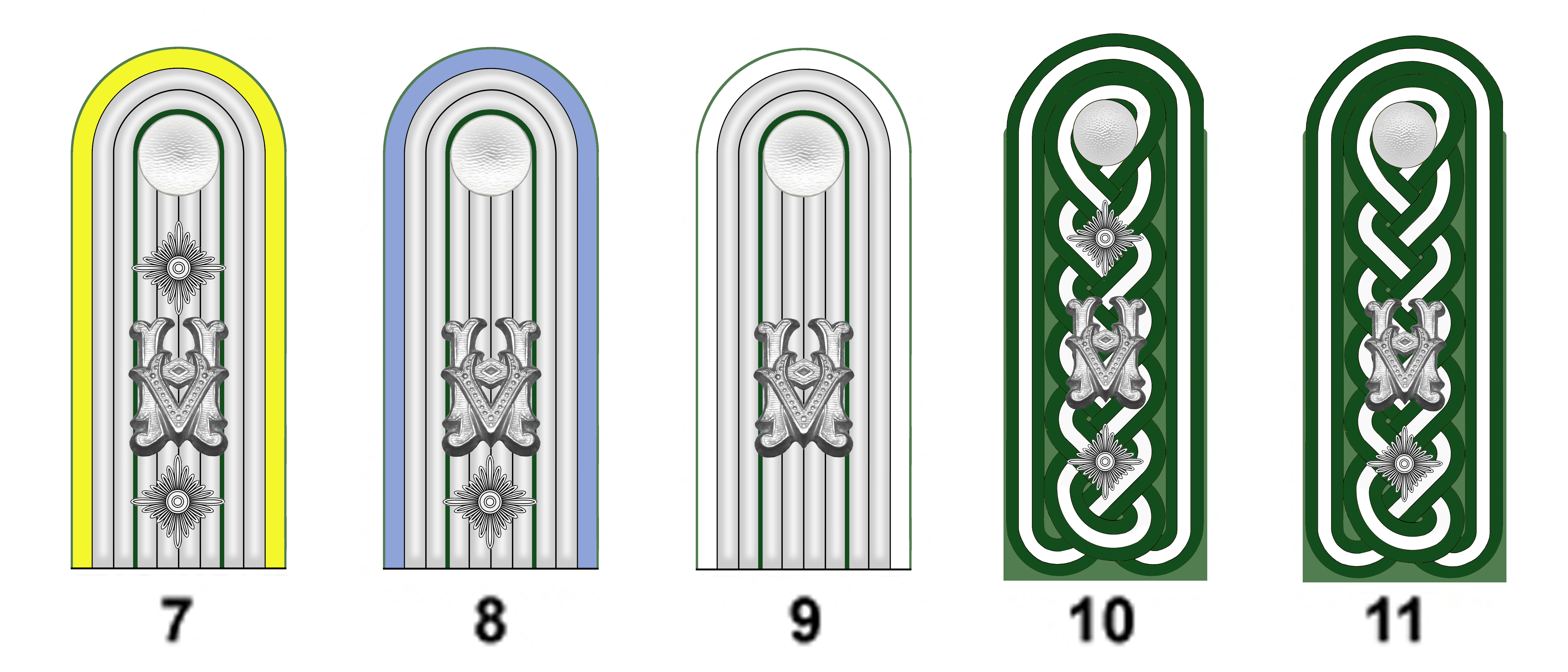

## Illustrationer

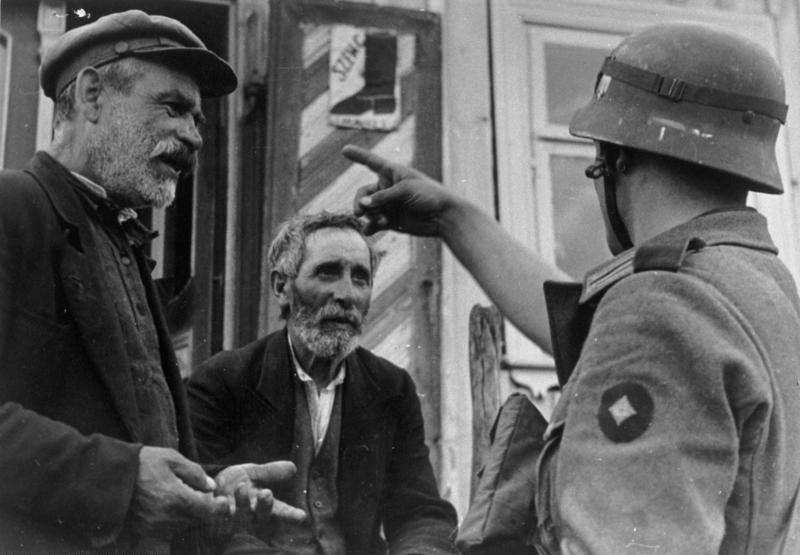
Oberschütze Menig
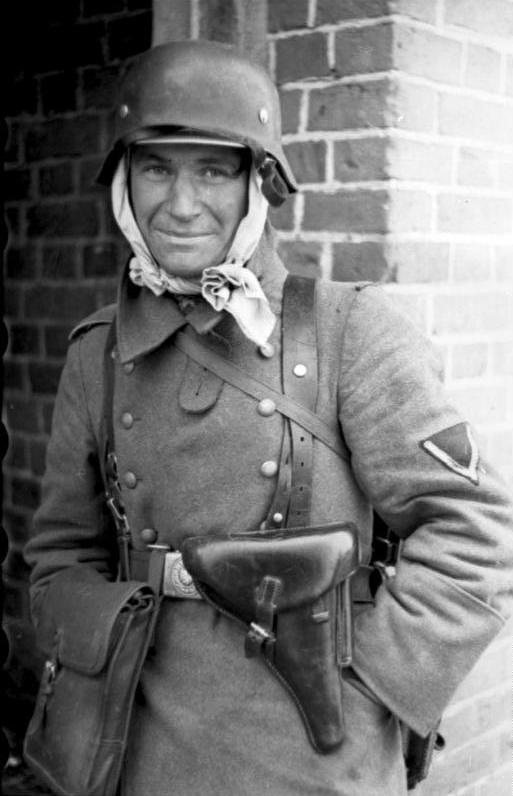
Gefreiter Vicekorpral
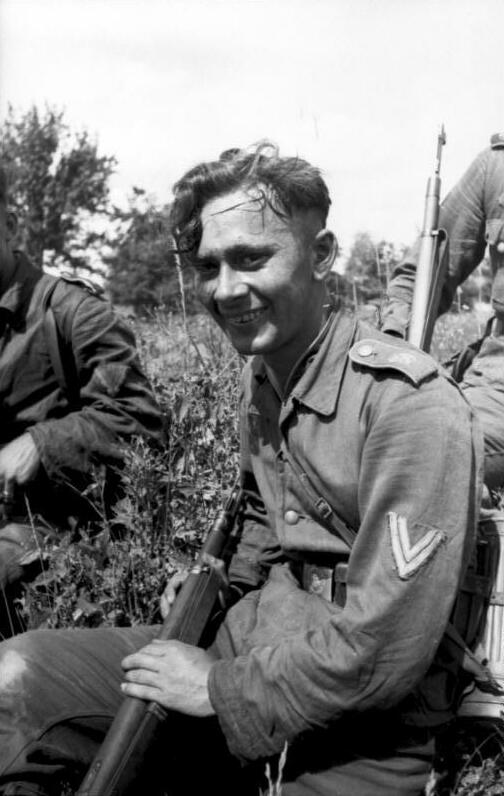
Obergefreiter Korpral
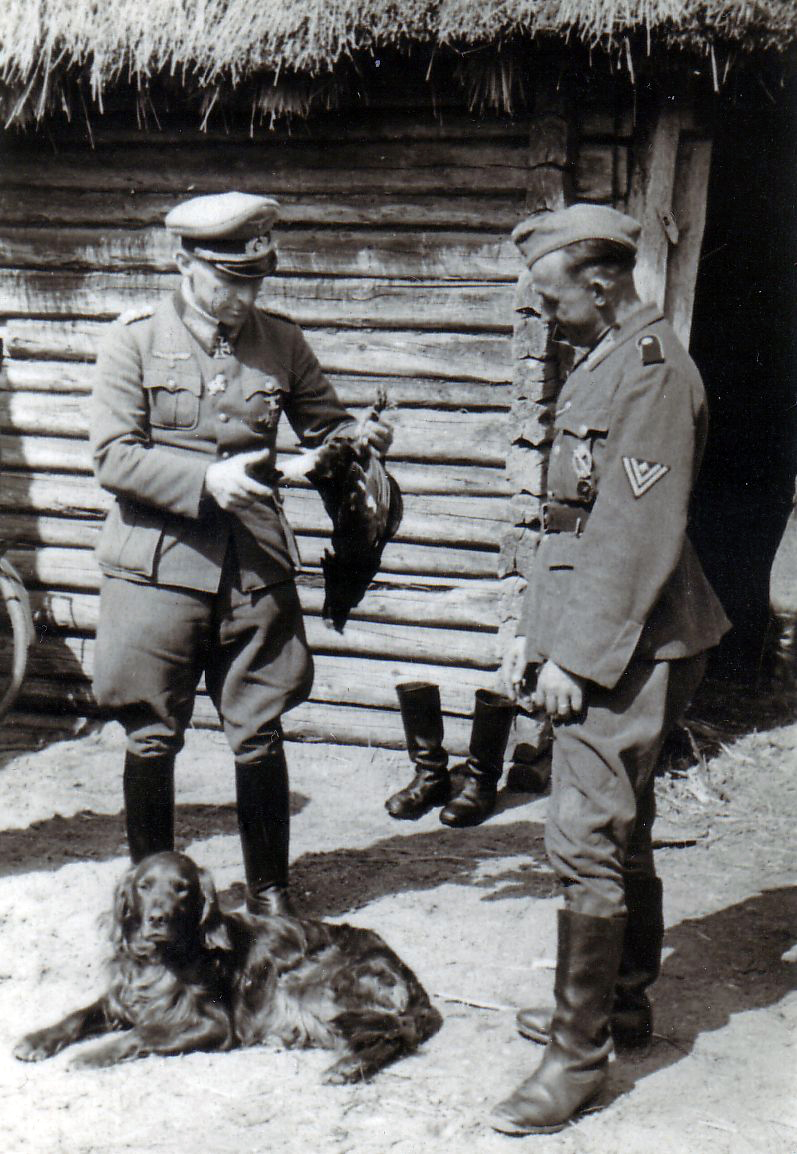
Stabsgefreiter (till höger) Korpral
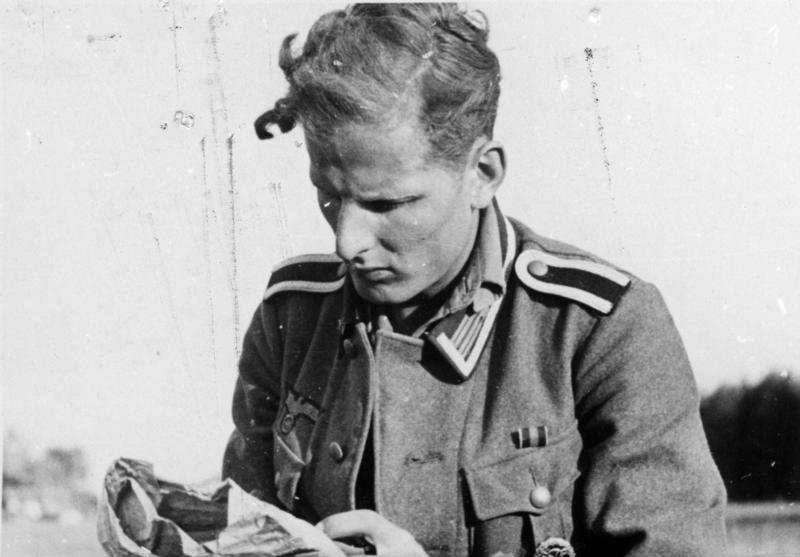
Unteroffizier Furir
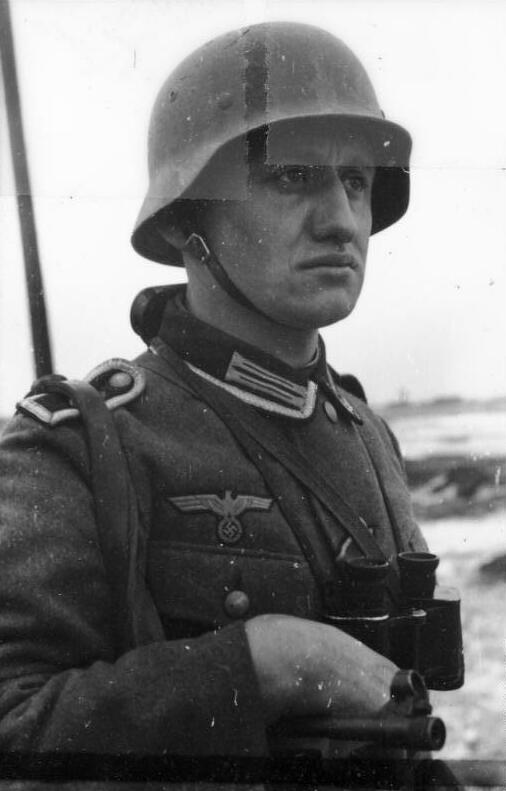
Unterfeldwebel Överfurir
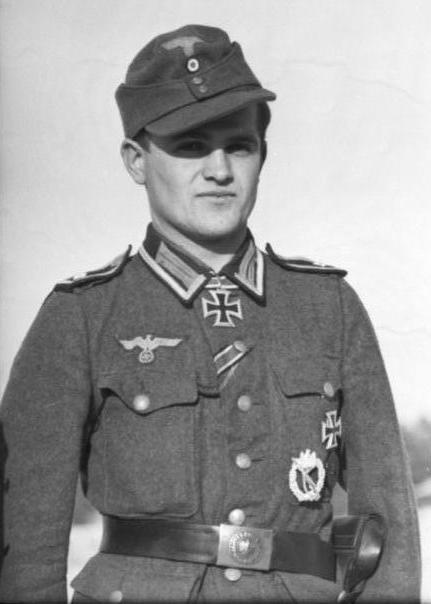
Feldwebel Sergeant
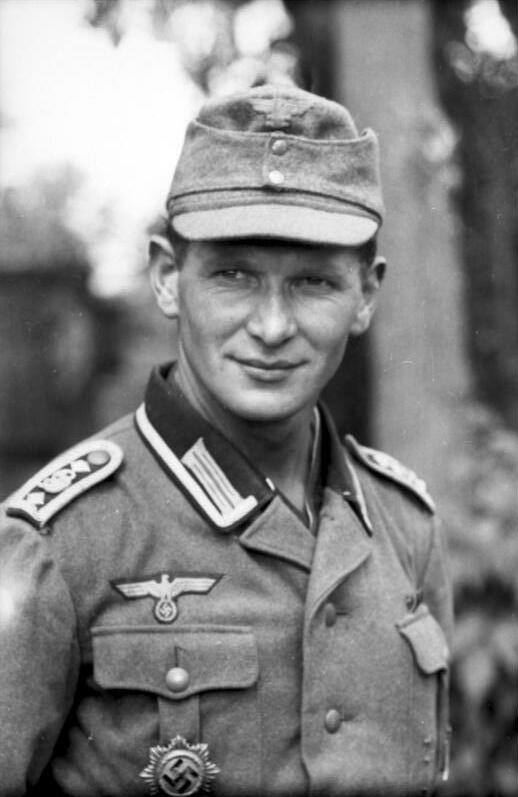
Oberfeldwebel Fanjunkare
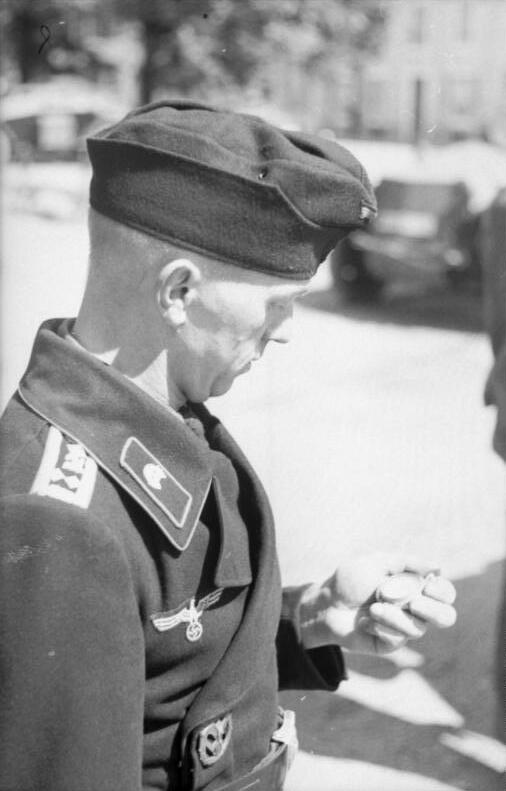
Stabsfeldwebel Fanjunkare
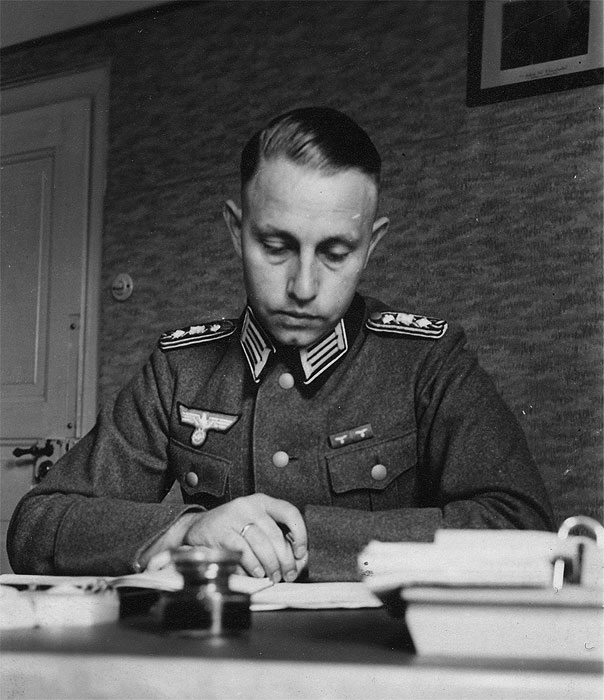
Civilmilitär tjänsteman, fanjunkares vederlike.
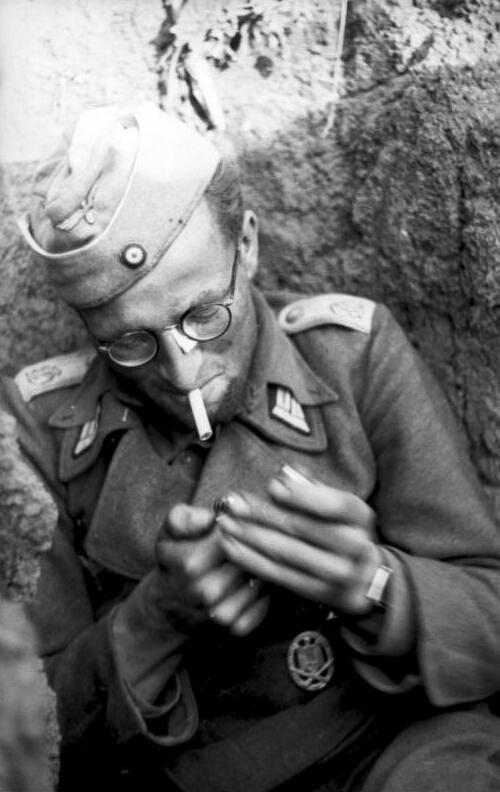
Leutnant Fänrik
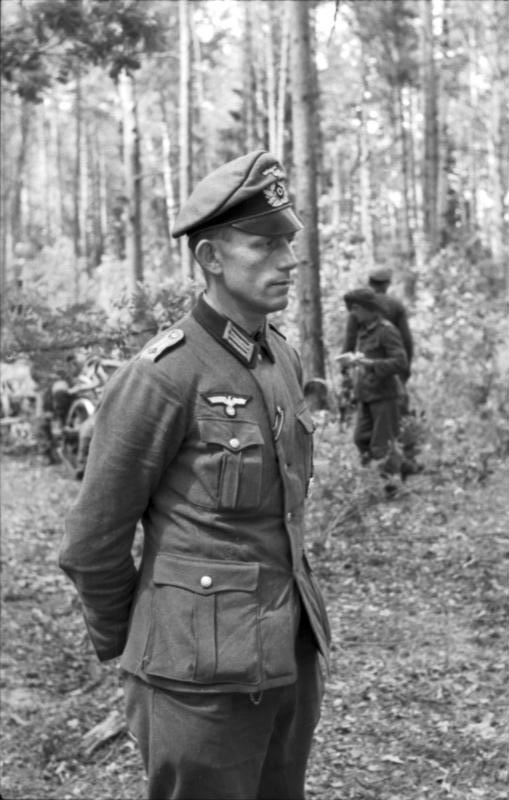
Oberleutnant Löjtnant
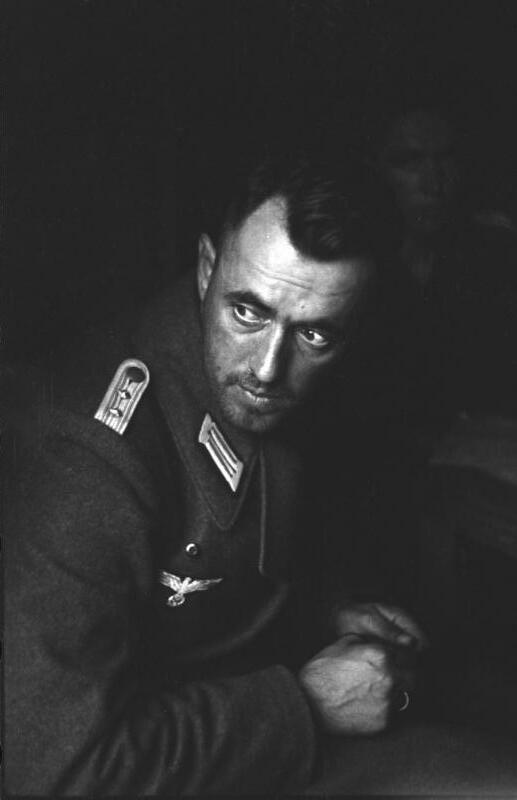
Hauptmann Kapten
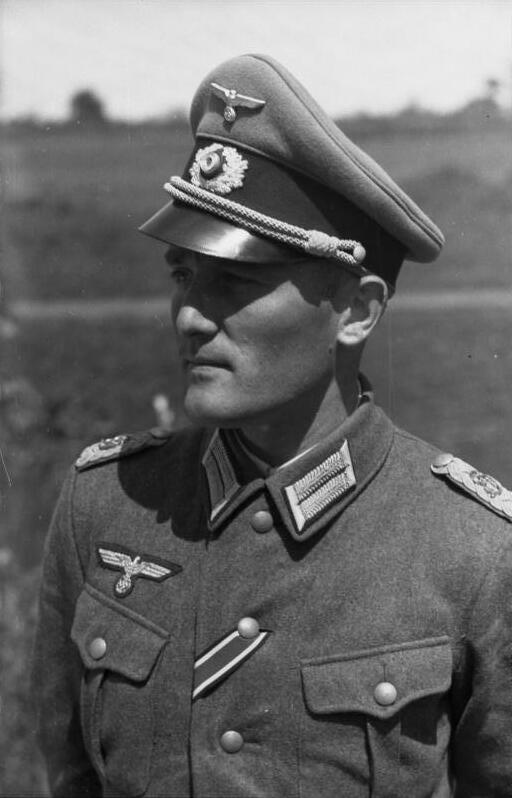
Major Major
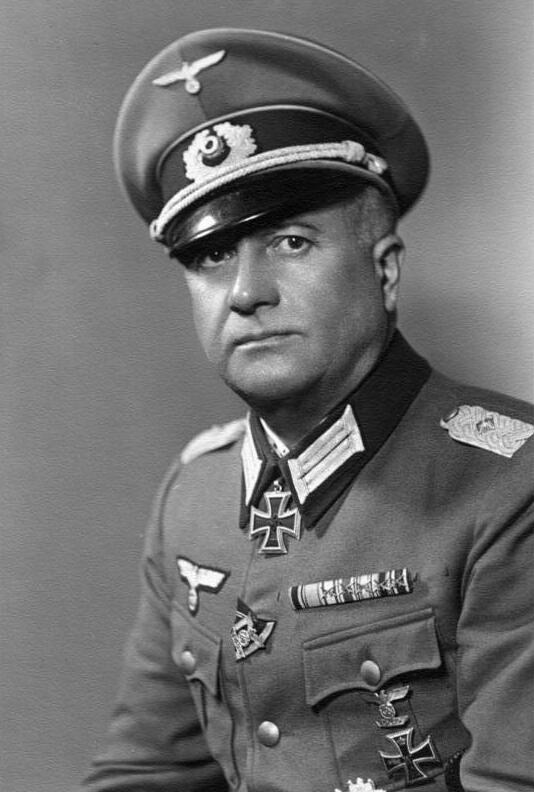
Oberstleutnant Överstelöjtnant
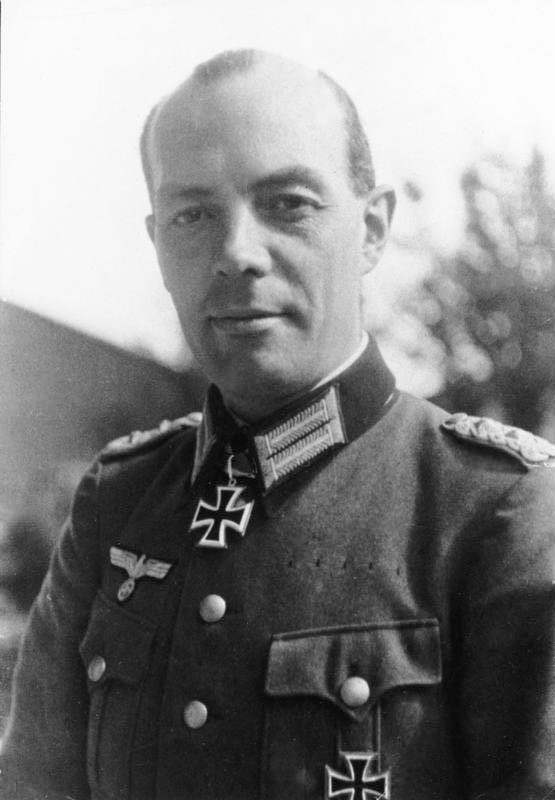
Oberst Överste
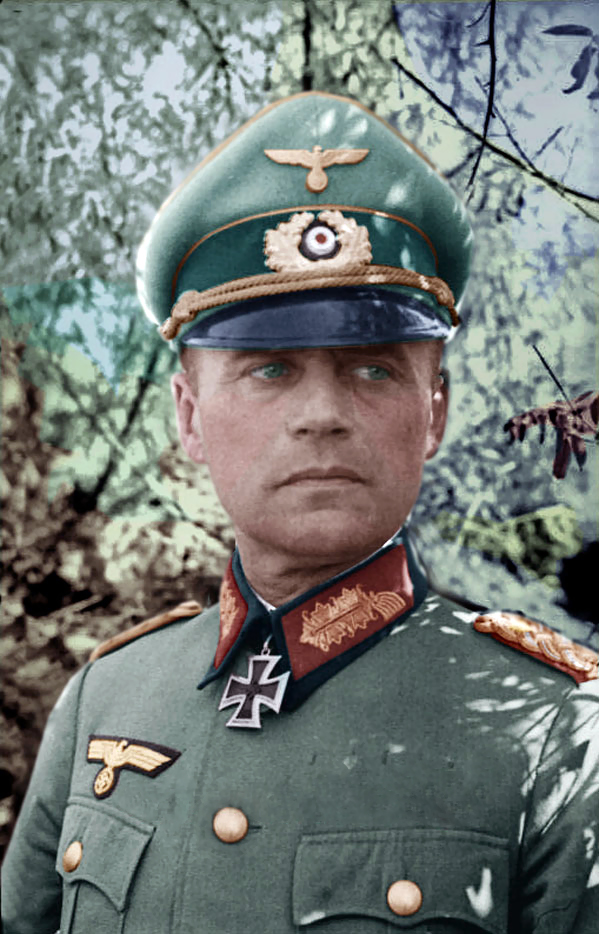
Generalmajor Generalmajor
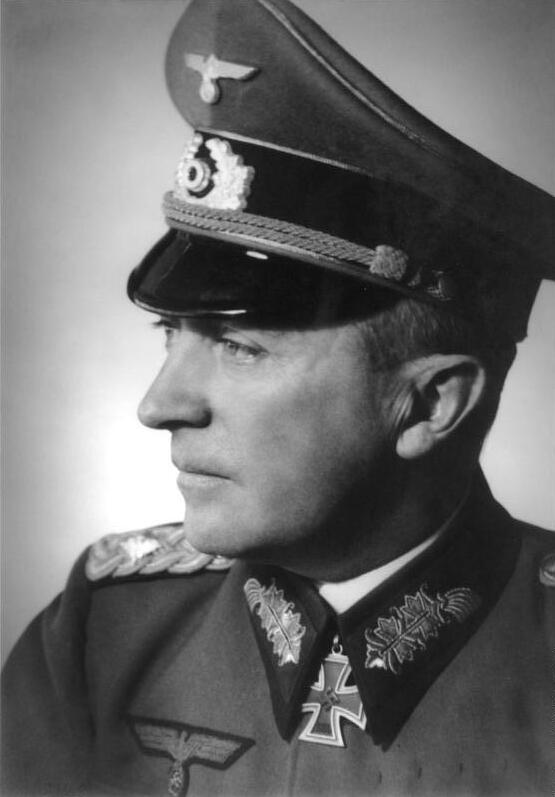
Generalleutnant Generallöjtnant
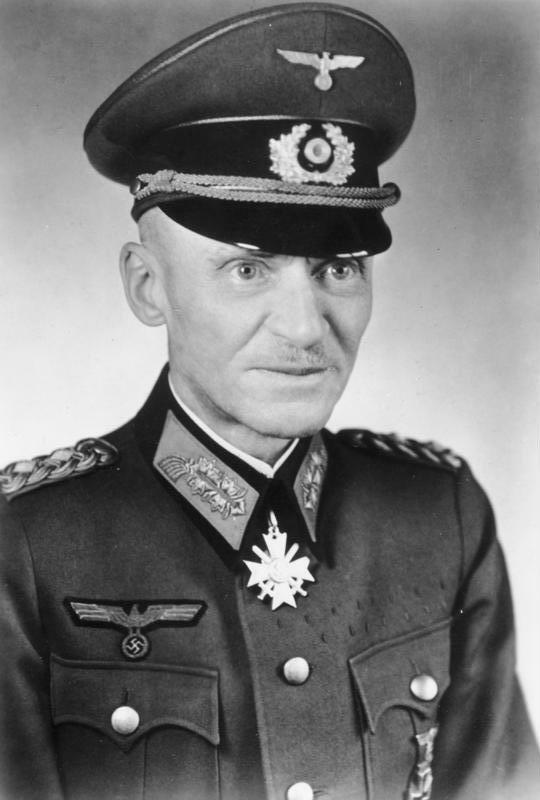
General der Infanterie General
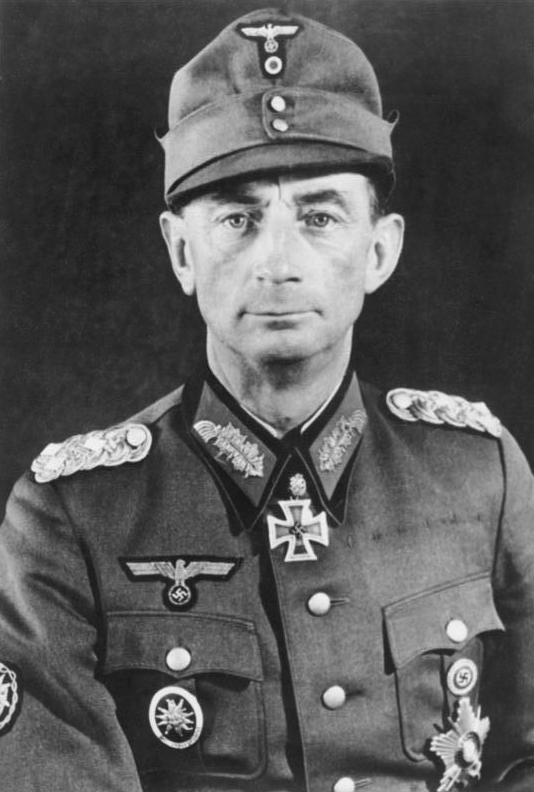
Generaloberst Generalöverste
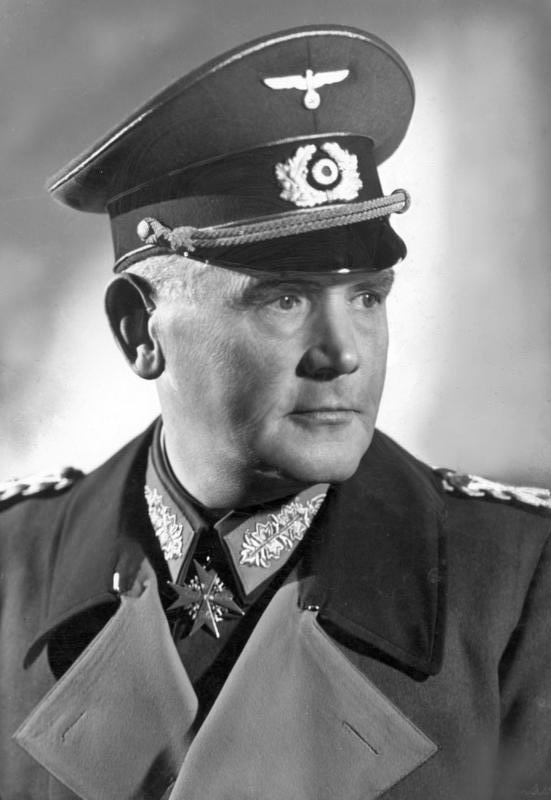
General- feldmarschall Fältmarskalk

## Truppslagsfärger
Truppslagsfärger bars som en paspoal runt axelklaffen eller kompaniofficerares axeltränsar, som underlag för regementsofficerares och generalspersoners axeltränsar och i olika former på uniformens kragspeglar.

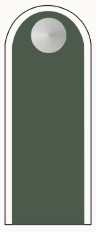
Axelklaff för manskap med vit paspoal.
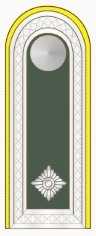
Axelklaff för Feldwebel med gul paspoal.
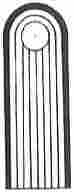
Axelträns för Leutnant med svart paspoal.
Axelträns för Oberstleutnant med rosa underlag.

| Truppslag | Förbandstyper |
| --- | --- |
| Infanteriet Underrättelsetrupperna                                                                               | - infanteriförband - skytte (till 1942) därefter grenadjärer - motoriserat infanteri (till 1943) - tunga kulspruteförband - tunga granatkastarförband - infanteriluftvärn - fästningstammtrupper (stridande trupper 1944) - underrättelseförband |
| Jägarna | - Gebirgsjäger - Jägare - Skidjägare (från 1944) |
| Kavalleriet | - ridande förband - spaningsförband (från 1943 fysiljärer) - motoriserade spaningsförband |
| Pansartrupperna Motorreparationstrupperna (från 1942)                                                            | - pansarförband - pansarspaningsförband (från 1943) - pansarvärnsvärnsförband (till 1943) - pansarjägarförband (från 1943) - pansartågsförband (från 1943) - pansarskytteförband (till 1943) - motorreparationsförband |
| | - pansargrenadjärförband (från 1943) |
| | - motorcykelskytteförband (till 1943) |
| Generalitetet Artilleriet Kart- och fältmätningstrupperna (från 1941)                                            | - generalspersoner - artilleri - fältartilleri - tungt artilleri - lätt artilleri - bergsartilleri - pansarartilleri - fästningsartilleri - armékustartilleri - stormartilleri - artilleriobservation (ljud- och ljusmät, väderobservation) - arméluftvärn - kart- och fältmätningsförband - fältmätningsförband - kartcentraler - tryckericentraler |
| Ingenjörstrupperna Järnvägsingenjörstrupperna Järnvägstrafiktrupperna (från 1943) Tekniska trupperna (från 1941) | - ingenjörsförband - fältingenjörsförband - arméingenjörsförband - bergsingenjörsförband - pansaringenjörsförband - stormingenjörsförband - brobyggnadsförband - fästningsingenjörsförband - fästningsfortifikationsförband - fästningsingenjörsförband - spärrförband, spärringenjörförband - minröjningsförband - landsättningsingenjörsförband - färjeförband - landsättningsförband - skärgårdsförband - stormbåtsförband - varvsförband - fältarbetsingenjörsförband (från 1943) - fortifikationsförband - vägbyggnadsförband - ställningsbyggnadsförband - järnvägsingenjörsförband - järnvägstrafikförband (från 1943) - tekniska förband |
| Fältarbetstrupperna (till 1943)                                                                                  | - fältarbetsförband |
| Signaltrupperna                                                                                                  | - ledningsförband - sambandsförband - brevduve- och hundväsendet - signalspaningsförband - militärtolkar - propagandakompanier (till 1943) |
| Propagandatrupperna (från 1943)                                                                                  | - propagandakompanier |
| Underhållstrupperna                                                                                              | - trängförband - intendenturförband - vattenförsörjningsförband |
| Fältläkarkåren och sjukvårdstrupperna                                                                            | - fältläkare - sjukvårdsförband - sjuktransportförband - fältlasarett - krigssjukhus |
| Generalstabskåren Fältveterinärkåren och veterinärtrupperna                                                      | - officerare i generalstabskåren (med särskild utformning av kragspeglarna) - fältveterinärer - veterinärförband |
| Ordningstrupperna Tygtrupperna                                                                                   | - ordningsförband - Feldgendarmerie, fältpolisen - Verkehrsregelungsbataillone, trafikförband - Feldjägerkorps, särskilda fältpolisen - Streifendienst, permittentövervakningen - tygförband |

## Kragspeglar

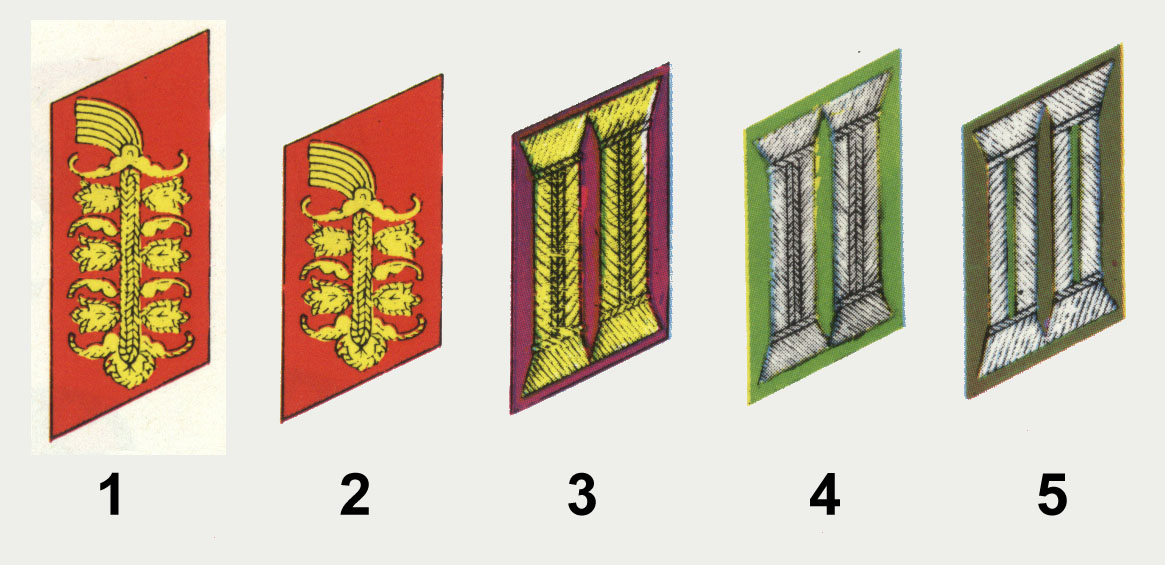
Kragspeglar för officerare: 1=Fältmarskalkar (från 1941). 2=Generalitetet. 3=Generalstabskåren vid tjänstgöring vid OKW och OKH; övriga hade silvergaloner (se nedan). 4=Övriga officerare på paraduniform (med underlag i truppslagsfärg). 5=Övriga officerare på fältuniform (med truppslagsfärg mellan galonerna).

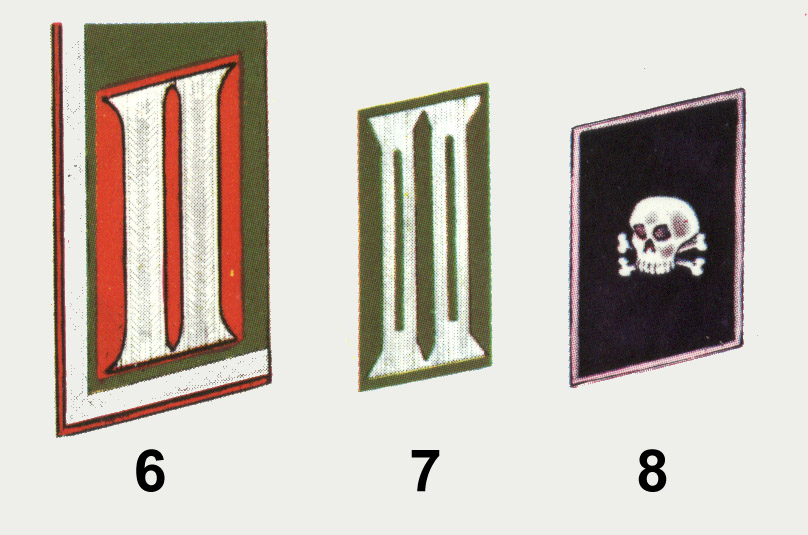
Kragspeglar för underofficerare och manskap: 6=Underofficerare på paraduniform. 7=Manskap på fältuniform. 8=Pansartrupperna